# Saidia
Saïdia (àrab: السعيدية, as-Saʿīdiyya; amazic estàndard marroquí: ⵙⵄⵉⴷⵢⵢⴰ, Sℇidyya), abans anomenada Qàlat Ajrud (àrab: قلعة عجرود, Qalʿat ʿAjrūd) o simplement Ajrud (amazic: ⴰⵊⵔⵓⴷ, Ajrud), és un municipi de la província de Berkane, a la regió de L'Oriental, al Marroc. Segons el cens de 2014 tenia una població total de 8.780 persones.